# Vienna Cricket and Football-Club
A Vienna Cricket and Football Club (magyarul: Bécsi Krikett- és Labdarúgóklub) egy osztrák sportegyesület, Bécs városában. Napjainkban elsősorban atlétikát és teniszt űznek az egyesületben. Alapításakor a labdarúgás és a krikett voltak a fő sport osztályai. A klub magyar vonatkoztatása az hogy 1897-ben Magyarországon járt és az első nemzetközi futball mérkőzését köszönheti neki a Budapesti Torna Club.

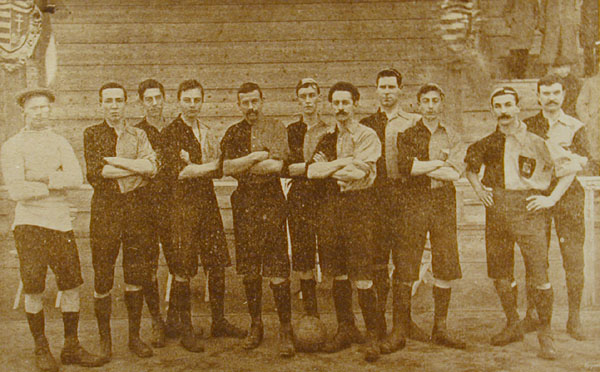
Vienna Cricket and Football-Club kezdőcsapata Budapesti Torna Club ellen Budapesten (1897)